# Polské fotbalové mistrovství 1921
Druhý ročník Mistrzostwa Polski w piłce nożnej (Polského fotbalového mistrovství) se konal od 21. srpna do 30. října 1921.
Soutěže se zúčastnilo pět klubů v jedné skupině. Vítězem turnaje se stal KS Cracovia, který vyhrál o pět bodů před Polonii Varšava.